# Ereleuva
Ereleuva (prima del 440 – 500 circa) è stata una principessa gota, madre del re ostrogoto Teodorico il Grande.
Spesso viene indicata come concubina del padre di Teodorico, Teodemiro, nonostante lo storico Thomas Hodgkin abbia fatto notare che "questo termine di parentela non rende giustizia al suo ruolo. In molte nazioni teutoniche, così come tra i norreni dei secoli successivi, sembra che ci fosse una certa noncuranza nei confronti del matrimonio..." Il fatto che Gelasio si riferisse a lei come regina suggerisce che ricoprisse una posizione sociale prominente, a dispetto dell'unione informale con Teodemiro.
Ereleuva era cattolica, e venne battezzata con il nome di Eusebia. Probabilmente si convertì all'arianesimo da adulta, ma i dettagli delle fonti storiche non sono chiari su questo punto. Si dice che Ereleuva avesse preso il cattolicesimo in maniera abbastanza seria, come indicato dalla corrispondenza che intrattenne con Papa Gelasio e dalle citazioni presenti nel Panegirico di Teodorico di Magno Felice Ennodio.
Il suo nome venne spesso scritto dagli storici del tempo come "Ereriliva" (da Anonimo Valesiano) e come "Erelieva" (da Giordane), ed è nota agli storici moderni come "Ereleuva", visto che fu il nome spesso usato da Papa Gelasio I.